# ددیو مورون
ددیو مورون (انگلیسی: Delio Morollón; ۲۳ ژوئیهٔ ۱۹۳۷ – ۱۷ فوریهٔ ۱۹۹۲) بازیکن فوتبال اهل اسپانیا بود.
از باشگاه‌هایی که در آن بازی کرده‌است می‌توان به باشگاه فوتبال رئال مادرید، باشگاه فوتبال رئال وایادولید، باشگاه فوتبال سابادل، و باشگاه فوتبال پومفرادینا اشاره کرد.
وی همچنین در تیم‌های ملی فوتبال زیر ۲۱ سال اسپانیا و اسپانیا بازی کرده‌است.